# Ago C.I

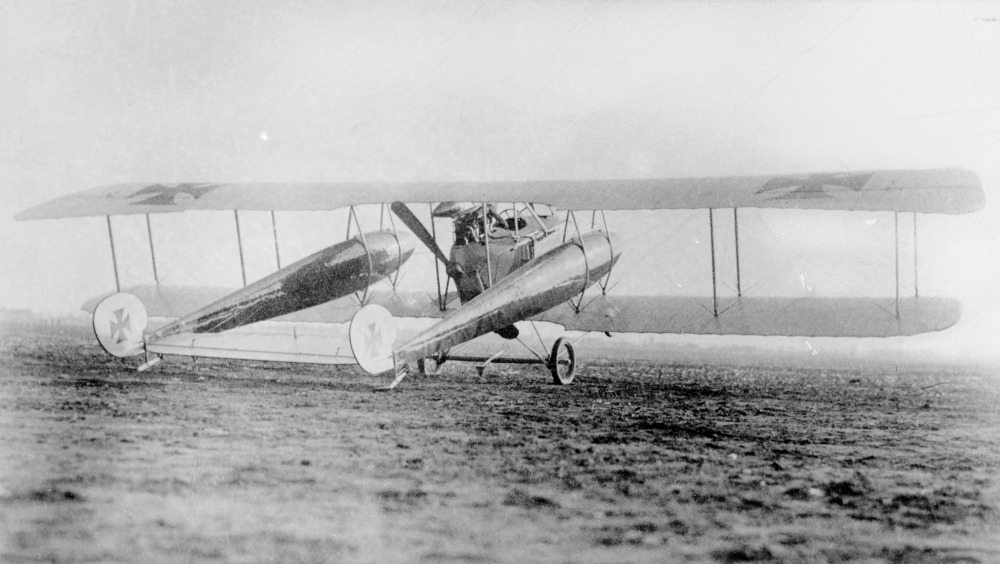
Prototyp AGO C.I z pierwotną formą sterów

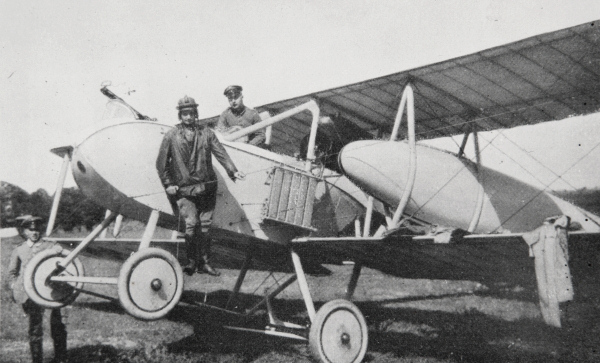
AGO C.I wczesnej serii, z chłodnicami na bokach gondoli

AGO C.I (Ago C.I) – niemiecki samolot rozpoznawczy z początkowego okresu I wojny światowej, produkowany od 1915 roku w zakładach AGO. Należał do pierwszej generacji niemieckich uzbrojonych samolotów rozpoznawczych (kategorii C). Był dwupłatem w nietypowym dla niemieckich samolotów układzie dwubelkowym z silnikiem pchającym.

## Historia
Samolot AGO C.I (oznaczenie fabryczne DH 6) został skonstruowany w niemieckiej firmie AGO w Johannisthal (od 1920 w obrębie Berlina) przez Szwajcarów Augusta Haefeli i inż. Schroppa na przełomie 1914 i 1915 roku. Powstał z własnej inicjatywy firmy, w odpowiedzi na zapotrzebowanie niemieckiego lotnictwa na uzbrojony samolot rozpoznawczy nowo utworzonej klasy C, dysponujący możliwie dobrym polem ostrzału karabinu maszynowego. Brak jest dokładnych danych, lecz prototyp być może został ukończony w styczniu 1915 roku. Już w lutym 1915 roku pierwsze 8 egzemplarzy zostało zamówionych przez niemieckie lotnictwo (Luftstreitkräfte), a 5 przez lotnictwo marynarki wojennej (Kaiserliche Marine), dla której AGO dostarczał samoloty przed wojną. W kwietniu 1915 roku płatowiec przeszedł próby dopuszczające Inspektoratu Lotnictwa (Typenprüfung). Była to pierwsza udana i budowana w większej ilości konstrukcja firmy AGO (której samoloty nie cieszyły się dobrą opinią przed wojną). Ostatnie zamówienie zostało złożone w październiku 1915 roku. Ogółem zamówiono tylko 64 egzemplarze samolotów C.I, częściowo z powodu ograniczonych mocy produkcyjnych zakładów.

### Wersje rozwojowe
Oprócz samolotów z podwoziem lądowym, zbudowano w maju 1915 roku jeden wodnosamolot pływakowy AGO C.Iw (nr 115, uległ katastrofie 11 czerwca 1916 roku). Rozwinięciem konstrukcji był nieco powiększony AGO C.II i zmniejszony AGO C.III, lecz zbudowano niewielką liczbę C.II dla marynarki wojennej, oraz tylko jeden C.III. Widoczną różnicę stanowiła komora płatów: C.I miał komorę dwuprzęsłową, C.II – trzyprzęsłową, a C.III – jednoprzęsłową (odpowiednio 2, 3 lub 1 para rozpórek między górnym a dolnym płatem na zewnątrz od belek kadłubowych). Inż. Haefeli zaprojektował później w Szwajcarii samolot Haefeli DH 1 o zbliżonej konstrukcji, lecz mniejszy.

## Użycie
Już w kwietniu 1915 roku prototyp został skierowany do jednostki Feld-Flieger Abteilung 6 dla testów w warunkach operacyjnych (otrzymał on numer wojskowy C.1/15, jako pierwszy niemiecki samolot nowej uzbrojonej kategorii C). Pierwsze samoloty seryjne trafiły na front w czerwcu 1915 roku. Ago C.I nie były licznym typem; największa liczba samolotów w jednostkach bojowych była na 30 czerwca 1916 roku – 23. Jednym z głównych użytkowników była bawarska Feld-Flieger Abteilung 9b. Pod koniec 1916 roku AGO C.I zostały w większości wycofane z frontu i przekazane do szkolenia, ostatni dotrwał na froncie do kwietnia 1917 roku. 
Pięć samolotów w wersji z podwoziem lądowym było zamówionych przez lotnictwo marynarki wojennej (numery S 158 do S 162), ponadto 6 dalszych zostało przekazanych marynarce przez lotnictwo wojsk lądowych (numery LF 180 do LF 185). 
Jeden samolot przetrwał do roku 1921, używany wówczas do fotografii lotniczej przez spółkę Lufbild GmbH z Berlina i oznaczony jako LB.2 (nr rej. D-118).
Samolot Ago C.I był unikalną konstrukcją wśród samolotów I wojny światowej z uwagi na swój układ dwubelkowego dwupłata z jednym silnikiem pchającym (państwa Ententy budowały dwupłaty z silnikiem pchającym, lecz skrzydła z usterzeniem łączyły w nich kratownice, a nie belki kadłubowe). Był on przy tym jednym z nielicznych niemieckich samolotów jednosilnikowych z silnikiem pchającym. Układ taki miał zaletę w postaci bardzo dobrych warunków obserwacji i ostrzału w przedniej półsferze dla obserwatora zajmującego przednie miejsce w gondoli załogi, wyposażonego w karabin maszynowy na obrotnicy. Z drugiej strony, ujemną cechą układu ze śmigłem pchającym było, że samolot był bezbronny w przypadku atakowania go od tyłu. Silnik osłaniał częściowo załogę od tyłu, jednakże obawy lotników budziła możliwość przygniecenia ich przez silnik w razie katastrofy. Ujemną cechą samolotu była także umiarkowana prędkość i słabe wznoszenie. Jako zalety były wskazywane stabilny lot i łatwość startów i lądowań.

## Konstrukcja

Silnik Mercedes D.IIIa eksponowany w MLP w Krakowie

Dwupłat w układzie dwubelkowym, konstrukcji drewnianej. Gondola załogi o przekroju kwadratowym, z silnikiem z tyłu, napędzającym śmigło pchające. Gondola była konstrukcji drewnianej, pokryta sklejką. Kabiny załogi odkryte, z przodu miejsce obserwatora z obrotnicą dla karabinu maszynowego, wyposażoną w niewielki wiatrochron (obracany w zależności od położenia obrotnicy), za nim kabina pilota, która mogła być wyposażona w wiatrochron. Proste skrzydła o trapezowych końcówkach, dolne o minimalnie mniejszej rozpiętości. Płaty były konstrukcji drewnianej, pokryte sklejką. Dolne skrzydła przymocowane były bezpośrednio do dołu gondoli, górne umieszczone nad gondolą na zastrzałach. Dwie opływowe belki kadłubowe o przekroju owalnym zamocowane były pomiędzy płatami za pomocą dolnych i górnych par zastrzałów kształtu litery V, obejmujących belki po obu stronach (w późniejszych samolotach zastrzały te były oprofilowane i łączyły się gładko z belkami). Belki były konstrukcji skorupowej, wykonane z dwóch połówek formowanych ze sklejki, połączonych pośrodku. Płaty połączone dwoma parami pionowych rozpórek i usztywnione drutami. Stery kierunku na końcach belek, z trójkątnymi statecznikami (prototyp miał początkowo zaokrąglone stery, bez stateczników). Statecznik poziomy ze sterem wysokości był umieszczony pomiędzy belkami.
Stosowano silniki rzędowe 6-cylindrowe Benz Bz.III o mocy 150 KM lub Mercedes D.III o mocy 160 KM, na kilku samolotach marynarki zamontowano silnik Maybach Mb.III o mocy 160 KM. Samoloty pierwszej serii (C.2/15 do 7/15) miały chłodnice po bokach kadłuba i silnik Benz, z grawitacyjnym zbiornikiem paliwa pod płatem po lewej stronie. W drugiej serii montowano sinik Mercedes i chłodnicę silnika umieszczoną płasko nad silnikiem, pod górnym płatem, oraz zbiornik paliwa po prawej stronie. Śmigło dwułopatowe drewniane.
Podwozie klasyczne, stałe, z dwoma płozami ogonowymi na końcach belek. Podwozie główne z dwoma kołami na wspólnej osi, umieszczone pod gondolą załogi. Przed podwoziem głównym znajdowało się podwozie pomocnicze, składające się z dwóch kół o mniejszej średnicy na wspólnej osi. Przy wypoziomowanym samolocie podwozie pomocnicze było uniesione nad ziemią i jego rolą było jedynie zmniejszanie ryzyka kapotażu. Z uwagi na niewielką przydatność, podwozie pomocnicze było później usuwane w jednostkach oraz zrezygnowano z niego na samolotach ostatnich serii, co pozwoliło na zaoszczędzenie masy i zmniejszenie oporu. Wejście do kabiny początkowo możliwe było z pomocą rozkładanej drabinki sznurowej na lewej burcie, w późniejszych samolotach zamocowano stałe stopnie na zewnątrz gondoli na lewej burcie.
Uzbrojenie stanowił jeden karabin maszynowy Parabellum LMG14 7,92 mm na obrotnicy w przedniej kabinie, rzadziej stosowano km Bergmann LMG15nA. W zespole podwozia głównego znajdowały się dwie prowadnice z prętów, pozwalające na zrzucanie dwóch bomb małego wagomiaru, które mogły być umieszczone w rurach po bokach wewnątrz kabiny pilota, stosowane zwłaszcza na późnych samolotach. Stosowano też małe bomby podwieszane
pod gondolą. Część samolotów była wyposażona w radiostację.